# Kelewele
Le kelewele est un plat ghanéen très populaire. Il s'agit d'une friture de bananes plantins assaisonnées aux épices pimentées
Le  kelewele est vendu par les vendeurs de rue, généralement la nuit
,.
Il est parfois servi avec du riz et du ragoût, des arachides, seul en dessert ou collation
Le kelewele est également populaire au petit déjeuner.
Originaire du Ghana, le kelwele a été popularisé dans les pays voisins comme le Togo, le Bénin et le Nigeria et également en Amérique par plusieurs livres de recettes. Depuis, la banane plantain est cultivée principalement dans la partie sud du pays. Le kelewele devient toutefois progressivement un aliment national et il est même maintenant servi dans les différents hôtels et restaurants du pays.

## Source
- (en) Cet article est partiellement ou en totalité issu de l’article de Wikipédia en anglais intitulé « Kelewele » (voir la liste des auteurs).